# Séminaire Saint-Nicaise
Le séminaire Saint-Nicaise, dit Petit Séminaire, est un ancien séminaire catholique servant aujourd’hui de collège, sis rue des Requis, entre l'église Saint-Nicaise et l'actuelle avenue de la Porte-des-Champs, à Rouen.

## Historique
Fondé en 1707, le séminaire Saint-Nicaise réunit plusieurs fondations faites par Mgr Colbert. Il est installé derrière le chevet de l’église Saint-Nicaise. Il est fermé de 1721 à 1724, par manque de ressources.

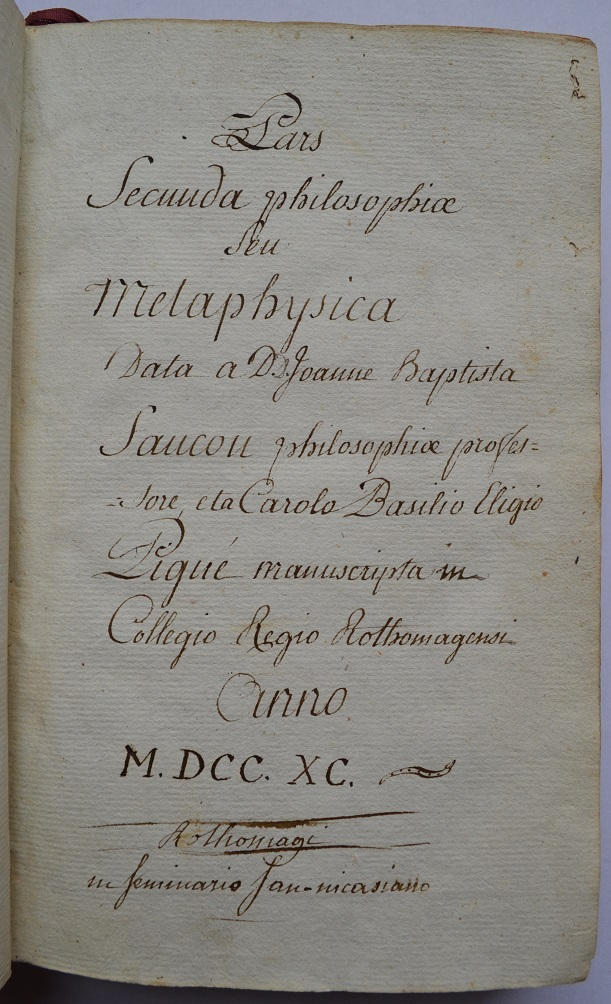
Cours de métaphysique de Jean Baptiste Faucon au séminaire Saint-Nicaise en 1790, manuscrit de Charles Basile Éloi Pigné.

En 1774, le prieuré de Saulseuse y est réuni. L’année suivante, c’est au tour du prieuré Saint-Laurent-en-Lyons. À la suite de la suppression de l’ordre des Célestins, le cardinal de la Rochefoucauld réunit le couvent des Célestins au Séminaire, par une ordonnance de 1783.
Ses occupants se trouvent expulsés par un arrêt du 30 septembre 1791. Le séminaire est rouvert après le Concordat par Étienne Hubert de Cambacérès en 1805. Le séminaire de Saint-Vivien s'y trouve réuni. En 1905, il est confisqué par l'État. La loi de séparation des Églises et de l'État oblige donc à le transférer dans d'autres locaux.
En 1920, les locaux abritent une école primaire supérieure. De 1939 à 1940, les locaux sont réquisitionnés et transformés en hôpital. En octobre 1940, l'école se réinstalle dans la moitié des locaux, l'autre moitié servant de « centre d'accueil » au STO. En 1941, l'école devient un collège, qui prendra le nom de « Fontenelle » en 1957. L'architecture interne du collège a été restructurée en 2006. Il contient actuellement un internat qui est principalement utilisé pour les élèves du conservatoire à rayonnement régional de Rouen.